# Neoherminia fadusalis
Neoherminia fadusalis là một loài bướm đêm trong họ Noctuidae.